# Tybald I Lotaryński
Tybald I Lotaryński (ur. ok. 1191, zm. 17 lutego 1220) – książę Lotaryngii od 1213 roku. Syn Fryderyka II Lotaryńskiego i Agnieszki z Bar.
Początek panowania Tybalda I zbiegł się z upadkiem potęgi rodu Welfów. 27 lipca 1214 w bitwie pod Bouvines wojska króla Francji Filipa II Augusta pokonały połączone armie króla angielskiego Jana bez Ziemi i cesarza Ottona IV. Tybald I walczył w bitwie po stronie Ottona IV, gdzie dostał się do niewoli.
W 1216 roku poparł hrabiego Rameruptu Erarda I z Brienne, w jego sporze z Tybaldem I Pogrobowcem królem Nawarry o hrabstwo Szampanii, którego wsparli król Francji Filip II August, cesarz Fryderyk II Hohenstauf i Henryk II hrabia Bar. Fryderyk II za poparcie udzielone Erardowi, odebrał Tybaldowi miasto Rosheim, które nadał swego czasu Fryderykowi II Lotaryńskiemu. Jednak w 1218 roku Tybald I odzyskał miasto pustosząc przy okazji Alzację. Fryderyk przystąpił do kontrataku najeżdżając Lotaryngię. Zdobył Nancy i zamek Amance, w którym się schronił Tybald, którego zabrał do niewoli. Za cenę rezygnacji z popierania Erarda I, odzyskał wolność.
Tybald I poślubił w 1206, Gertrudę, córkę Alberta II, hrabiego Dasbourga i Metzu. Nie mieli żadnych dzieci. Następcą w księstwie został jego brat Mateusz II. Gertruda powtórnie wyszła za mąż za jego dawnego rywala, Tybalda I Pogrobowca.